# Мокровская
Мокровская — опустевшая деревня в Сунском районе Кировской области в составе  Кокуйского сельского поселения.

## География
Находится на расстоянии примерно 7 километров по прямой на юг-юго-восток от районного центра поселка  Суна.

## История
Известна была с 1678 года как починок над ключем меж речки Нерчмою Болшев с 2 дворами Вятцкого Успенского Трифонова монастыря. В 1764 году здесь было учтено 146 монастырских крестьян и 11 государственных. В 1873 году учтено было дворов 39 и жителей 263, в 1905 33 и 220, в 1926 42 и 209, в 1950 39 и 147, в 1989 оставалось 23 человека. 

## Население
Постоянное население  составляло 2 человека (русские 100%) в 2002 году, 0 в 2010.